# Borowa (Mielec)
Pour les articles homonymes, voir Borowa.
Borowa est une localité polonaise, siège de la gmina de Borowa, située dans le powiat de Mielec en voïvodie des Basses-Carpates.